# Piyyut
Un  piyyut o piyut (plur. piyyutim o piyutim, ebraico פּיּוּטִים / פיוטים ,פּיּוּטִ / פיוט   - piˈjut, pijuˈtim - dal greco ποιητής poiétḗs "poeta") è una poesia liturgica ebraica, usualmente scritta per esser cantata, cantilenata o recitata durante funzioni religiose ebraiche. I piyyutim sono stati scritti sin dall'epoca del Tempio di Gerusalemme. La maggior parte dei piyyutim sono in ebraico o aramaico e quasi tutti seguono un qualche tipo di schema poetico, come un acrostico secondo l'alfabeto ebraico o con le iniziali del nome dell'autore.
Molti piyyutim sono ben noti a tutti coloro che frequentano regolarmente una sinagoga ed i suoi servizi liturgici. Per esempio, uno dei più noti potrebbe essere Adon Olam ("Signore dell'Universo"), a volte attribuito (quasi sicuramente per errore) ad Avicebron (XI sec. in Spagna). La sua forma poetica è composta da uno schema ritmico ripetuto di tipo breve-lungo-lungo-lungo, ed è così amato che spesso viene cantato a conclusione di molti servizi della sinagoga, dopo il rituale notturno con recita della Shemà e durante il rituale mattutino di indossamento dei tefillin. Un altro beneamato piyyut è Yigdal ("Che Dio sia Santificato"), che si basa sui 13 principi della fede sviluppati da Maimonide.
Importanti studiosi di piyyut attualmente includono Shulamit Elizur e Joseph Yahalom, entrambi alla Università Ebraica di Gerusalemme.
L'autore di piyyutim viene chiamato paytan o payyetan (plur. paytanim).